# Epipremnum aureum
Epipremnum aureum (Linden & André) G.S.Bunting, in italiano comunemente nota come pothos, potos o potus, è una pianta sempreverde della famiglia delle Aracee.

## Distribuzione e habitat
La specie è un endemismo dell'isola oceanica di Moorea (isole della Società).

## Usi
Comunemente utilizzata come pianta ornamentale per via della sua notevole capacità di adattamento e resistenza.